# Liste der Biografien/Mua
Liste der Biografien |
Portal Biografien |
Personensuche
# |
A |
B |
C |
D |
E |
F |
G |
H |
I |
J |
K |
L |
M |
N |
O |
P |
Q |
R |
S |
T |
U |
V |
W |
X |
Y |
Z |
?
 
Ma |
Mb |
Mc |
Md |
Me |
Mf |
Mg |
Mh |
Mi |
Mj |
Mk |
Ml |
Mm |
Mn |
Mo |
Mp |
Mq |
Mr |
Ms |
Mt |
Mu |
Mv |
Mw |
Mx |
My |
Mz
 
Mua |
Mub |
Muc |
Mud |
Mue |
Muf |
Mug |
Muh |
Mui |
Muj |
Muk |
Mul |
Mum |
Mun |
Muo |
Mup |
Muq |
Mur |
Mus |
Mut |
Muu |
Muv |
Muw |
Mux |
Muy |
Muz
Die Liste der Biografien führt alle Personen auf, die in der deutschsprachigen Wikipedia einen Artikel haben. Dieses ist eine Teilliste mit 27 Einträgen von Personen, deren Namen mit den Buchstaben „Mua“ beginnt.

## Mua

### Muac
- Muaca, Eduardo André (1924–2002), angolanischer Bischof

### Muad
- Muʿaddī, Dschabar (1919–2009), israelischer Politiker und Minister
- Muadh, Malik (* 1981), saudi-arabischer Fußballspieler

### Muaf
- Muafangejo, John (1943–1987), namibischer Künstler

### Muag
- Muagututia, Faauuga (* 1958), US-amerikanischer Bobfahrer

### Muai
- Mu’aiyad Schaich, al- (1369–1421), Sultan der Mamluken in Ägypten (1412–1421)

### Mual
- Mualam, Jehuda (1921–2010), orthodoxer Rabbiner
- Mualla, Fikret († 1967), türkischer Maler
- Muʿalla, Raschid ibn Ahmad ibn Raschid al- (1930–2009), arabischer Politiker, Emir und Herrscher des Emirates Umm al-Qaiwain
- Muʿalla, Saud bin Raschid al- (* 1952), arabischer Politiker, Emir und Herrscher des Emirates Umm al-Qaiwain
- Muallim, Walid al- (1941–2020), syrischer Politiker und DiplomatWalid al-Muallim (1941–2020)

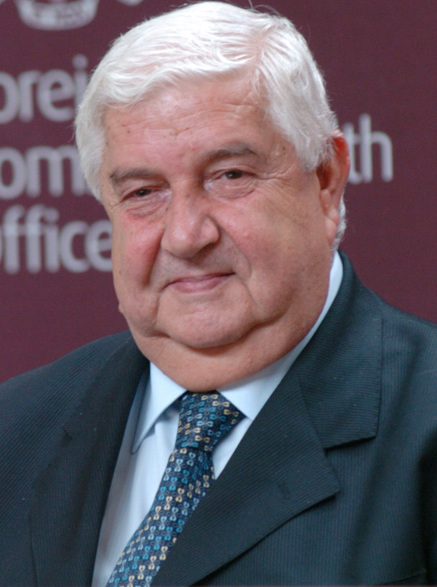
Walid al-Muallim (1941–2020)

### Muam
- Muamba, Fabrice (* 1988), englischer Fußballspieler
- Muamba, Muepu (* 1946), kongolesischer Schriftsteller und Journalist
- Muammar, Abdul Aziz (1919–1984), saudischer Diplomat
- Muammar, Faisal bin Abdulrahman bin (* 1959), saudi-arabischer Politiker, Generalsekretär des König-Abdullah-Zentrums für interreligiösen und interkulturellen Dialog in Wien

### Muan
- Muananoua, Tonito Francisco Xavier (* 1972), mosambikanischer römisch-katholischer Geistlicher und Weihbischof in Maputo
- Muandula, Lucio Andrice (* 1959), mosambikanischer Geistlicher, römisch-katholischer Bischof von Xai-Xai
- Muangjan, Thitima (* 1983), thailändische Dreispringerin

### Muar
- Muard, Jean-Baptiste (1809–1854), französischer römisch-katholischer Geistlicher, Ordensgründer und Klostergründer
- Muarem, Muarem (* 1988), mazedonischer Fußballspieler

### Muat
- Muatetema Rivas, Cándido (1960–2014), äquatorialguineischer Politiker, Premierminister von Äquatorialguinea

### Muaw
- Muʿāwiya I. (603–680), erster Kalif der Umayyaden und Begründer dieser Dynastie
- Muʿāwiya II. († 684), dritter Kalif der Umayyaden

### Muay
- Muayad al-Haddad (* 1960), kuwaitischer Fußballspieler
- Muayad, Hussein (* 1965), schiitischer Geistlicher, Gründer des Knowledge Forum in Bagdad
- Mu'ayyad Ahmad III., al-, ägyptischer Sultan der Mamluken

### Muaz
- Muʿazzam, al- (1176–1227), Emir von Syrien und Palästina aus der Dynastie der Ayyubiden